# Hangkriechen
Das Hangkriechen (englisch slope creep) ist eine über lange Zeiträume anhaltende, langsame Verformung im Lockergestein oder Fels, die infolge von Gravitation zu einer talwärts gerichteten Bewegung des Hanges führt. Dabei finden kontinuierliche (Kriech-)Bewegungen statt, ohne dass es im Untergrund zu einem Scherbruch und zur Ausbildung einer durchgehenden Gleitfläche kommen muss.
Die Massenbewegungen des sogenannten Gekriechs finden in Geschwindigkeiten von Millimetern pro Jahr bis Dezimetern am Tag statt und verlaufen über Jahre bis Jahrzehnte. Die Verlagerung erfolgt unter extremem Energieverbrauch, da sie durch Internverformung unter maximaler innerer Reibung abläuft.

## Abgrenzung
Die genaue Abgrenzung zum Begriff des Bodenkriechens ist schwierig, da die Begriffe Hang- und Bodenkriechen in der Literatur unterschiedlich definiert und teilweise synonym für „Kriechbewegungen im Boden“ verwendet werden. In einigen Fällen werden die Begriffe über die Geschwindigkeit der Massenbewegung abgegrenzt, so wurde durch H. P. Blume et al. (2010) die Einteilung in Bodenkriechen zwischen 1 und 20 mm pro Jahr und Hangkriechen ab 20 mm pro Jahr vorgenommen.

## Talzuschub
Ein Talzuschub ist das langsame oder auch episodische Zuschieben eines alpinen Tales durch oberhalb stattfindendes Hangkriechen. Oft bildet sich in der Folge an der eingeschnürten Stelle ein Stausee, dessen Damm bei einem der nächsten Hochwässer wieder durchbrochen werden kann.
Anfällig für Talzuschübe sind Berghänge mit instabilen Talflanken, doch sind nicht nur Steilhänge betroffen. Ob und wie rasch sich Hangmaterial nach unten bewegt, hängt neben der Geländeneigung auch vom Bewuchs des Hanges, von der Bodenart und der Auflockerungszone darunter, von deren Porosität und von lokalen Wettererscheinungen ab.
Besteht die Bergflanke im Wesentlichen aus Festgestein, können sich schon bei kleinsten Hangbewegungen neue Klüfte öffnen oder vorhandene sich verbreitern. Sie werden Talzuschubklüfte oder Hangzerreißungsklüfte genannt.
Ein langsamer Talzuschub hängt oft mit Bodenfließen oder einer Anfälligkeit für die Bildung von Plaiken zusammen. Ersteres kann bei entsprechendem Gestein auch im hügeligen Gelände auftreten. Episodisch (in mehreren Phasen) verläuft ein Talzuschub z. B., wenn ein lokaler Starkregen größere Mengen an Lockergestein in einen fließfähigen Zustand bringt.